# ブコローム
ブコローム（Bucolome）はバルビツール酸誘導体であり、非ステロイド性抗炎症・痛風治療剤に分類される医薬品である。商品名パラミヂン。他のバルビツール酸系医薬品と異なり鎮静作用や催眠作用はないが、鎮痛作用と抗炎症作用がある。CYP2C9の阻害作用を持ち、広く用いられる医薬品の一部について代謝を抑制して、薬物の血中持続時間を延長しまたは望ましくない代謝産物の生成を減少させる。

## 効能・効果
- 手術後および外傷後の炎症および腫脹の緩解
- 炎症性疾患の消炎，鎮痛，解熱

関節リウマチ、変形性関節症、膀胱炎、多形滲出性紅斑、急性副鼻腔炎、急性中耳炎、子宮付属器炎
- 痛風の高尿酸血症の是正

## 禁忌
- 消化性潰瘍のある患者
- 重篤な血液障害のある患者
- 重篤な肝障害のある患者
- 重篤な腎障害のある患者
- アスピリン喘息（非ステロイド性消炎鎮痛剤等による喘息発作の誘発）またはその既往歴のある患者
- 製剤成分に対し過敏症のある患者

## 副作用
重大な副作用として、皮膚粘膜眼症候群（Stevens-Johnson症候群）（頻度不明）、中毒性表皮壊死症（Lyell症候群）（頻度不明）が知られている。